# السبع وصايا (مسلسل)
السبع وصايا، هو مسلسل تلفزيوني مصري عرض في رمضان 1435هـ/2014م.

## قصة المسلسل
تدور أحداث المسلسل حول سبعة أشقاء يتفقوا على قتل والدهم  ثم يحدث شيء غريب وهو ان والدهم اختفي في حدث غريب  فيهرب كل واحد منهم إلى مدينة مختلفة عدا بوسي (رانيا يوسف) التي تسجن، وفي أثناء سجنها تحلم بوالدها سيد نفيسة الذي يقول لها أن هناك سبع وصايا على أشقائها تنفيذها لكي تظهر جثته ويرثوا وتتوالى الأحداث.

## بطولة
| - رانيا يوسف: بوسي - هيثم أحمد زكي: منصف - هنا شيحة: إم إم - صبري فواز: محمود - أيتن عامر: هند - محمد شاهين: صبري - ناهد السباعي: مرمر - أحمد فؤاد سليم: سيد نفيسة - إنعام سالوسة: أم أحمد - ياسر الطوبجي: فوزي طليق مرمر | - شادي الدالي: نبيل - وليد فواز: أحمد عرنوس زوج إم إم - أحمد العوضي: محسن - سلمى الديب: شيماء - شيرين الطحان: ماجدة - محمود حافظ: الدوكش - خالد كمال: حمدتو - إبتهال الصريطى: شحاتة - نسرين أمين: دلال - دينا وشاحي:زوجة محمود | - سحر حسن: شادية - نورين أمين:فاتن - مي رضا: مديحة - نهى عادل: منيرة - ألفت إمام: إسعاد - صفوة: نظيرة - سلوى عثمان: علية - رمزي لينر: كريم - سوسن بدر: سماح كامل (أوسة) | - اشرف طلبة - محمد خميس - هشام دويك - أحمد الكيلاني - عفاف راشد - هالة فاخر: أم حسن - علاء زينهم: نصاب - كندة علوش: شخصيتها - خالد جلال: شخصيته |